# Алдея-ди-Жуан-Пириш
Алдея-ди-Жуан-Пириш (порт. Aldeia de João Pires)  —  район (фрегезия) в Португалии,  входит в округ Каштелу-Бранку. Является составной частью муниципалитета  Пенамакор. По старому административному делению входил в провинцию Бейра-Байша. Входит в экономико-статистический  субрегион Бейра-Интериор-Сул, который входит в Центральный регион. Население составляет 221 человек на 2001 год. Занимает площадь 11,13 км².
Покровителем района считается Мария Магдалина (порт. Santa Maria Madalena). 